# Informe Especial sobre Calentamiento Global de 1,5 °C
El Informe Especial sobre Calentamiento Global de 1,5 °C (SR15) fue publicado por el Grupo intergubernamental sobre cambio climático (IPCC por sus siglas en inglés) el 8 de octubre de 2018. El informe, aprobado en Incheon, Corea del Sur, incluye más de 6 000 referencias científicas y fue preparado por 91 autores de 40 países. En diciembre de 2015, la Conferencia 2015 sobre cambio climático de Naciones Unidas pidió el informe. El informe fue entregado en las Naciones Unidas, durante la 48ª sesión del IPCC para "entregar la guía oficial, científica para gobiernos" para tratar el cambio climático.
Su hallazgo clave fue que alcanzar sólo un 1,5 °C de aumento era un objetivo posible que requieriría "reducciones de emisiones ambiciosas" y "cambios rápidos, profundos y sin precedentes en todos los  aspectos de la sociedad." Además, el informe encuentraba que "limitar el calentamiento global a 1,5 °C comparado con 2,0 °C reduciría impactos desafiantes en ecosistemas, salud humana y bienestar" y que un 2 °C de aumento de temperatura exacerbaría fenómenos hidrometeorológicos, aumentaría niveles de mar y disminuiría el hielo del mar Ártico, blanquearía el coral y produciría la pérdida de ecosistemas, entre otros impactos. El SR15 también recogía modelos que mostraban que, para no rebasar 1,5 °C de aumento de temperatura, las "emisiones globales netas humanas de dióxido de carbono (CO2) necesitarían caer aproximadamente 45 % respecto a los niveles de 2010 para 2030, logrando 'cero emisiones netas' alrededor de 2050." La reducción de emisiones para 2030 y su asociación a cambios y retos, incluyendo la rápida descarbonización, fue un foco clave de atención generado por el informe en todo el mundo.

## Declaraciones principales
Según el informe, la temperatura promedio del planeta aumentaría 1m5 °C por encima de niveles preindustriales entre 2030 y 2052, con la tasa de calentamiento del momento.
El SR15 proporcionaba un resumen de, por un lado, la investigación existente sobre el impacto que un calentamiento de 1,5 °C (equivalente a 2.7 °F) tendría en el planeta y, por otro lado, sobre los pasos necesarios para limitar el calentamiento global.
Incluso suponiendo que se implementaran las contribuciones condicionadas e incondicionadas de los países en el Acuerdo de París, las emisiones netas aumentarían respecto a 2010, dirigiendo al planeta a un calentamiento de aproximadamente 3 °C para 2100 y, posteriormente, más todavía.[13][14]
En contraste, limitar el calentamiento abajo o cerca de 1,5 °C requeriría una disminución de emisiones netas de alrededor de 45% para 2030, así como lograr cero emisiones netas por 2050 (i.e. manteniendo emisiones acumulables totales dentro de un presupuesto de carbono). Incluso para limitar el calentamiento global por debajo de 2 °C, las emisiones de CO2 tendrían que disminuir 25% para 2030 y en 100% para 2075.
La trayectoria (i.e. escenarios y carpetas de opciones de atenuación) que dejaría tal reducción para 2050 permitiría sólo aproximadamente 8% de electricidad global para ser generada con gas y 0-2% a partir de carbón (para ser objeto de captura de dióxido de carbono y almacenamiento). En estos escenarios, las energías renovables estarían proyectadas para suministrar entre 70% y 85% de electricidad en 2050 y las participaciones de energía nuclear se considera que aumenten.[16]
También se supone que otras medidas serán simultáneamente emprendidas: p. ej. emisiones de gases distintos del CO2 (como metano, carbono negro, nitrous óxido) para ser de modo parecido reducida[17], ellos suponiendo que la demanda de energía se mantiene sin cambios, que es reducida incluso 30% o remediada por una escala sin precedentes de métodos de extracción del dióxido de carbono (tecnología todavía a ser desarrollada), mientras investigación y políticas nuevas mejoran la eficacia en agricultura e industria.

### Impacto de 1,5 °C o 2 °C de calentamiento
Según el informe, un aumento de temperatura global de 1.5 °C aumentaría los riesgos a "salud, bienes materiales necesarios a la subsistencia, seguridad alimentaria, suministro de agua, seguridad humana, y crecimiento económico."
Algunos vectores de impacto incluirían la reducción en cosechas y la calidad nutritiva de alimentos. El ganado se vería afectado también al aumentar la temperaturasa través de "cambios en calidad alimenticia, expansión de enfermedades y disponibilidad de recurso del agua." "Riesgos de algunas enfermedades transmitidas por vectores, como malaria y dengue, están proyectadas para aumentar."
"Limitar el calentamiento global a 1,5 °C, comparado con 2 °C, podría reducir el número de personas tanto expuestas a riesgos relacionados con el clima y susceptibles de aumentar ante situación de pobreza, en incluso varios cientos de millones para 2050."[22] 
Los riesgos relacionados con el clima asociados con el calentamiento global creciente dependen de ubicación geográfica, "niveles de desarrollo y vulnerabilidad", así como de la velocidad y alcance de la mitigación del cambio climático y de las prácticas de adaptación.
Por ejemplo, las "islas de calor urbano amplifican los impactos de olas de calor en ciudades."
En general, "se proyecta que países en los trópicos y el hemisferio sur experimenten los impactos más grandes en crecimiento económico."

#### Clima, nivel de mar, hielo
Muchas regiones y estaciones experimentan un calentamiento más grande que la media anual global. El ejemplo más notorio es el polo Norte, el Ártico, que se está calentando aproximadamente 5 veces más rápido que el resto del planeta, también llamada Amplificación Ártica. "El calentamiento es generalmente más alto en tierra que en el océano, "[24] y esto se correlaciona con extremos de temperatura (que, según las proyecciones, aumentan dos veces más en tierra que la temperatura global de superficial) así como extremos de precipitación (tanto inundaciones como sequías). Los niveles de riesgo evaluados generalmente aumentan en comparación con el anterior informe del IPCC. Esto quiere decir que las nuevas estimaciones indican mayor impacto de los fenómenos meteorológicos extremos.
El "nivel del mar global está proyectado que aumente (relativo a 1986-2005) en 0.26 a 0.77 m hacia 2100 para 1.5 °C de calentamiento global" y aproximadamente 0.1 m más para 2 °C. Una diferencia de 0.1 m puede corresponder a más o menos 10 millones de personas expuestas a riesgos relacionados. "El aumento de nivel del mar continuará más allá de 2100 incluso si el calentamiento global se limita a 1.5 °C".
Con alrededor de entre 1.5 °C y 2 °C de calentamiento global, "inestabilidades irreversibles podrían ser provocadas en la Antártida y en el hielo de Groenlandia, resultando en un aumento de varios metros en el nivel de mar."[28]
"Un verano Ártico libre de hielo está proyectado una vez por siglo" (por década) con 1.5 °C y 2 °C (respectivamente).
"Limitar el calentamiento global a 1.5 °C en vez de a 2 °C está proyectado que impida la descongelación durante siglos de un área de permafrost entre 1.5 y 2.5 millones de km²."

#### Ecosistemas
"Una disminución en la pesca anual global de pesquerías marinas de aproximadamente 1.5 o 3 millones de toneladas con 1.5 °C o 2 °C de calentamiento global" está proyectado por un modelo de pesca global citado en el informe.[31]
Está proyectado que declinen los arrecifes de coral  en un 70–90% con 1.5 °C, y aún más que 99% con 2 °C.[32]
"De 105,000 especies estudiadas, 18% de insectos, 16% plantas y 8% de vertebrados se proyecta que pierdan la mitad de su gama geográfica con un calentamiento global de 2 °C."
Aproximadamente "4% o 13% del área de tierra terrestre global está proyectada para experimentar una transformación de los ecosistemas de uno a otro" con 1 °C o 2 °C, respectivamente. "La tundra de alta latitud y los bosques boreales están particularmente en riesgo de degradación y pérdida inducidos por el cambio climático, con arbustos leñosos ya penetrando la tundra, lo que se acentuará con calentamiento mayor."

### Limitando el aumento de temperatura
Actividades humanas ya han contribuido con 0.8–1.2 °C de calentamiento. No obstante, los gases que han sido emitidos hasta ahora probablemente no causarán que la temperatura global aumenté a 1.5 °C por ellos mismos. Eso significa que un aumento de temperatura global a 1.5 °C por encima de los niveles pre-industriales es evitable, suponiendo que cero emisiones netas son alcanzadas pronto.[35][36]

#### Presupuesto de carbono
Limitar el calentamiento global a 1.5 °C requiere mantenerse dentro de un presupuesto de carbono total, i.e. limitando emisiones acumulables totales de CO2.
En otras palabras, si las emisiones netas antropogénicas de CO2 se mantienen encima de cero, un calentamiento global de 1.5 °C y más eventualmente ocurrirá.
El valor del total neto del presupuesto antropogénico de CO2 desde la era preindustrial no es evaluado en el informe. Estimaciones de 400–800 GtCO2 (gigatonnes de CO2) para el presupuesto restante están dadas (580 GtCO2 y 420 GtCO2 para un 66% y 50% probabilidad de limitar calentamiento global a 1.5 °C, utilizando la temperatura media global de la superficie del aire (GSAT);
o 770 y 570 GtCO2, para 50% y 66% probabilidades, utilizando la temperatura de superficie media global (GMST)).
Esto es aproximadamente 300 GtCO2 más comparado a un anterior informe del IPCC, debido a investigación actualizada y avances en metodología.
Emisiones alrededor del tiempo del informe agotaban este presupuesto en 42±3 GtCO2 por año.
Las emisiones antropogénicas del periodo pre industrial hasta el final de 2017 se estimada que han reducido el presupuesto para 1.5 °C en aproximadamente 2200±320 GtCO2.
Las estimaciones para el presupuesto vienen con incertidumbres significativas, asociadas con: respuesta de clima a CO2 y no-emisiones de CO2 (estos contribuyen aproximadamente ±400 GtCO2 en incertidumbre),
el nivel de calentamiento histórico (±250 GtCO2), liberación de carbono adicional potencial de descongelación del permafrost o pergelisol futuro y liberación de metano de humedales (reduciendo el presupuesto por hasta 100 GtCO2 sobre el siglo), y el nivel de futuro no-atenuación de CO2 (±400 GtCO2).

#### Reducciones de emisión necesaria
Las metas declaradas por cada país de reducción de emisiones, bajo el Acuerdo de París, resultarían en emisiones de gases de efecto invernadero de 52@–58 GtCO2eq por año, para 2030. 
"Estas metas no limitarían el calentamiento global a 1.5 °C, incluso si fuesen complementadas con aumentos muy enfáticos en la escala y ambición de las reducciones de emisiones después de 2030."
En cambio, son "en términos generales, compatibles" con un calentamiento de aproximadamente 3 °C para 2100, e incluso más después.
Limitar el calentamiento global a 1.5 °C requeriría reducir emisiones abajo de 35 GtCO2eq por año en 2030, sin importar la modelización escogida. Esto significa una caída de 25@–30 GtCO2eq por año, un 40–50% de reducción de los niveles de 2010.
El informe dice que para limitar el calentamiento por abajo de 1.5 °C "las emisiones humanas globales netas de CO2 necesitarían caer en aproximadamente 45% respecto a 2010 niveles para 2030, logrando cero emisiones netas alrededor de 2050." Incluso justo para limitar el calentamiento global abajo de 2 °C, las emisiones de CO2 tendrían que bajar en 25% para 2030 y en 100% para 2070.
Las emisiones distintas a CO2 tendrían que declinar más o menos similarmente.[18] Esto implica reducciones profundas en emisiones de metano y carbono negro: al menos 35% de ambos para 2050, con respecto a 2010, para limitar un calentamiento cercano a 1.5 °C. Tales medidas podrían ser emprendidas en el sector de energía y mediante reducción de óxido nitroso y metano de la agricultura, de metano del sector de residuos y algunos otras fuentes de carbono negro e hidrofluorocarbonos.
En escalas de tiempo más largas que decenas de años, todavía pueda ser necesario sostener emisiones de CO2 negativas netas y/o, más allá, reducir el forzamiento radiativo de gases distintos a CO2, para
impedir mayor calentamiento (debido a retroalimentaciones del sistema Tierra), revertir acidificación del océano y minimizar aumento de nivel del mar.

#### Escenarios hacia el 1.5 °C
Varios escenarios son considerados, describiendo alternativas para la atenuación del calentamiento global, incluyendo opciones para suministro de energía y tecnologías de emisión negativa (como forestación o extracción de dióxido de carbono).
Ejemplos de las acciones compatibles con el escenario de 1.5 °C incluyen "transitar hacia la generación de bajas o cero emisiones, como las renovables; cambiar sistemas alimentarios, como cambios de dieta abandonando productos animales que requieren uso intensivo de tierras; electrificación del transporte y desarrollo 'infraestructura verde', como construcción de techos verdes, o mejorando eficacia de energía por planificación urbana inteligente, lo cual cambiaría el arreglo estructural de muchas ciudades."[41] Como otro ejemplo, un aumento de forestation de 10,000,000 kilómetros cuadrados (3,900,000  mi) para 2050 (con respecto a 2010) sería requerido.
Los escenarios contemplados también suponen un aumento en inversiones anuales en tecnologías de energía de carbono bajo y eficacia de energía por aproximadamente un factor de cuatro a diez para 2050 comparado con 2015.
| P1                                             | P2                                                                       | P3                                                                 | P4                                                                                     |
| ---------------------------------------------- | ------------------------------------------------------------------------ | ------------------------------------------------------------------ | -------------------------------------------------------------------------------------- |
| Un escenario con demanda de energía baja (LED) | S1, basado en SSP1                                                       | S2, basado en SSP2                                                 | S5, basado en SSP5                                                                     |
| Grubler Et al., 2018                           | Escenario Socio-Económico Compartido 1 (SSP1: Desarrollo sostenible)[46] | Escenario Socio-Económico Compartido 2 (SSP2: Escenario medio)[46] | Escenario Socio-Económico Compartido 5 (SSP5: Desarrollo con combustibles fósiles)[46] |

#### Tecnologías de emisión negativa ygeoingeniería
El escenario de 1.5 °C contenido en el informe considera el uso de tecnología de emisión negativa para compensar las emisiones restantes. En el caso en el que se supere el límite emplearía dichas tecnologías para las emisiones restantes y así volver a la meta de 1.5 °C. Sin embargo, se indica que la comprensión aún es limitada sobre la efectividad de las emisiones negativas netas para reducir las temperaturas después de rebasar el límite. Revertir la situación podría no ser posible dados los considerables desafíos de implementación.
Hay dos grupos principales de geoingeniería considerados en el informe: extracción de dióxido de carbono (CDR) y administración de radiación solar (SRM). Para CDR, el informe destaca la bioenergía con captura de carbono y almacenamiento (BECCS). El informe nota que aparte de la reforestación y conversión de tierra en bosques, así como la restauración de ecosistemas, "la viabilidad de un despliegue a escala masiva de tecnologías CDR es incierta", con dificultades al extender la frontera boscosa, de gobernanza, dilemas éticos y políticos y problemas con el ciclo de carbono. El informe nota que la tecnología CDR está en su infancia y que su viabilidad es una cuestión dudosa. Las estimaciones científicas recientes están citadas, dando un potencial de hasta 5 GtCO2 por año para BECCS y hasta 3.6 GtCO2 por año para convertir terreno en bosque (afforestation en inglés).
Un análisis de las propuestas de geoingeniería publicadas en la revista Nature Communications confirmó los hallazgos del SR15, declarando que esas tecnologías "están en etapas tempranas de desarrollo, implican riesgos e incertidumbres sustanciales, y suscitan dilemas éticos y de gobernanza. Basado en conocimiento presente, las técnicas de geoingeniería del clima no pueden ser consideradas para contribuir a alcanzar significativamente los objetivos de temperatura del Acuerdo de París".
En cuanto a la tecnología SRM, el informe se concentra en inyección estatosférica de aerosol, por la disponibilidad de la literatura científica; aun así, es todavía una tecnología experimental. Las SRM también "afrontan grandes vacíos de conocimiento e incertidumbres, así como riesgos sustanciales, [...] Y restricciones"; "los impactos de las SRM (tanto biofísicos como sociales), costes, viabilidad técnica, gobernanza y asuntos éticos asociados necesitan ser cuidadosamente considerados." 

## Proceso
Hay tres subgrupos del IPCC: Grupo I (WG I), co-presidido por Valerie Masson-Delmotte y Panmao Zhai, cubre la ciencia física de cambio de clima. Grupo II (WG II), co-presidido por Hans-Otto Pörtner y Debra Roberts, examina "impactos, adaptación y vulnerabilidad". La "atenuación de cambio climático" está tratada por el Grupo III (WG III), co-presidido por Priyardarshi Shukla y Jim Skea. La "Fuerza de tarea sobre inventarios nacionales de gases de invernadero" "desarrolla metodologías para medir emisiones y extracciones". Hay también Unidades de Soporte Técnico que guían "la producción de informes IPCC de valoración y otros productos".

### Colaboradores
Investigadores de 40 países, representando a 91 autores y editores contribuyeron al informe, el cual incluye más de 6,000 referencias científicas.

## Reacciones

### Investigadores
El 1º de octubre de 2018 en la declaración de apertura en la 48ª Sesión celebrada en Incheon, Corea, Hoesung Lee, quien había presidido el IPCC desde el 6 de octubre de 2015, describió esta reunión del IPCC como "una de las más importantes" en su historia. Debra Roberts, miembro del IPCC, lo llamó el "más grande sonar de campana de la comunidad de ciencia". Roberts dijo que esperaba mobilizara a personas y acabara con el estado de complacencia.
En una entrevista en CBS, Paul Romer, premio Nobel de economía, comparó la angustia y carencia de políticas públicas para imponer un impuesto de carbono a la angustia inicial que rodeaba la prohibición de clorofluorocarburos (CFC) y el impacto positivo de ella en el Agujero de la capa de ozono.[Nota 2] En dar el Nobel a Nordhaus y Romer, la Academia sueca Real de Ciencias citó Nordhaus tan diciendo "el remedio más eficaz para problemas causó por greenhouse los gases es un esquema global  de carbono impuesto universalmente impuestos".
Howard J. Herzog, ingeniero investigador en el MIT, dijo que la captura de carbono y las tecnologías de almacenamiento, excepto la reforestación, son problemáticas debido a su impacto en el entorno, salud y alto coste. Dijo que podemos evitar rebasar 1.5 grados sin captura de carbono y almacenamiento, mediante innovación tecnológica y cambiando de estilo de vida.

#### Unión europea
Según The New York Times, la Unión Europea indicó que podría añadir modificaciones más ambiciosas de sus objetivos centrados alrededor de la reducción de emisiones. El 9 de octubre, el Consejo de la Unión europea presentó su respuesta a SR15 y su posición para la Conferencia Katowice de Cambio del Clima de los Partidos (COP 24) de Polonia en diciembre de 2018. Sus ministros apuntaron progreso reciente en legislación para reducir emisiones de gases de efecto invernadero.[Nota 3]

#### Estados Unidos
Donald Trump dijo que había recibido el informe, pero que quería saber más sobre quienes lo elaboraron antes de ofrecer conclusiones.  En una entrevista con ABC, el director del Consejo Económico Nacional, Larry Kudlow, declaró que "personalmente pienso que el estudio de la ONU es de alguna manera demasiado difícil" y que los autores "sobrestiman" la probabilidad de desastres medioambientales. Después de la publicación, Trump declaró en una entrevista para 60 Minutos que no le constaba que el cambio climático sea causado por el hombre y si cambiará a la inversa en el futuro, que los científicos que dicen que es lo peor tienen "una agenda política muy grande".

#### COP24
Los gobiernos de cuatro países (EE.UU., Rusia, Arabia Saudí y Kuwait) bloquearon una propuesta para dar la bienvenida al Informe Especial sobre Calentamiento Global de 1.5 °C del IPCC en la 2018 Clima de Naciones Unidas Conferencia de Cambio (COP24).